# 5865 Qualytemocrina
5865 Qualytemocrina eller 1984 QQ är en asteroid i huvudbältet som upptäcktes den 31 augusti 1984 av den tjeckiske astronomen Antonín Mrkos vid Kleť-observatoriet i Tjeckien. Den är uppkallad efter International Comet Quarterly.
Asteroiden har en diameter på ungefär 5 kilometer.